# ویوین اوکلند
ویویَن اوکلند (انگلیسی: Vivien Oakland؛ ‏ ۲۰ مهٔ ۱۸۹۵ – ۱ اوت ۱۹۵۸) بازیگر اهل ایالات متحده آمریکا بود.
از فیلم‌هایی که وی در آن نقش داشته‌است، می‌توان به زود گمشید بیرون!، اینو به بچه‌ها بگو، از پنجره پریدیم پائین، رام‌کنندگان زن، به‌سوی غرب، ۴۵ دقیقه از هالیوود، شورش در بونتی، شب و روز، عاشقی کن و اشک بریز، گردن‌بند، همسران خیانتکار، و ناگهان عمه آمد، ساده‌لوح در آکسفورد، حادثه، داستان یک زن، او همسرم است، هتل کی‌استون و کلبه عمو تام اشاره کرد.